# フィラミン
フィラミン（Filamin）は、2本のアクチン線維を直角に近い角度で固定するタンパク質の一種である。哺乳類のフィラミンタンパク質はN末端のアクチン結合ドメインと、それに続く免疫グロブリン様リピートモジュール（およそ95残基の長さ）24個からなる。リピート15-16と23-24の間には2つのヒンジ部があり、分解される際にはここで切断される。全体としてV字型の形状で両端に2つのアクチン結合部位があるため、アクチン線維を架橋して互いにほぼ直角に配向したネットワークを形成させる。
フィラミンタンパク質には次の様なものがある。
- FLNA
- FLNB（英語版）
- FLNC（英語版）

膀胱癌（BC）細胞においてFLNAを過剰発現させると、細胞周期を阻害しアポトーシスを誘導することで再生を停止させる。また、移動性や浸潤性も低下することが示されている。